# BEST FRIEND (SMAP歌曲)
是日本男子偶像音樂組合SMAP的歌曲，收錄於1992年7月8日由JVC建伍勝利娛樂發行的第4張團體單曲《不要放棄Baby!～Never give up》中。該歌曲由福島優子和森浩美（補作詞）作詞、筒美京平作曲，並由土方隆行編曲。

## 歌曲簡介

### 電視首唱
這原本是為NHK廣播和電視節目《大家的歌》所製作的歌曲，於1992年4月至5月期間在NHK旗下各電視頻道及電台頻率中播出。
歌詞部分由當時16歲還是一般女性的福島優子創作，隨後再由森浩美進行補充；而作曲部分則是等歌詞部分完成后再交由筒美京平譜曲。
的意思是“媽媽”，並且這是一首唱出叛逆期少年細膩內心的歌曲，歌曲最後以“媽媽是”結尾。
歌曲交由當時還沒有多少名氣的SMAP演唱，這也是他們唯一一次出演《大家的歌》。
歌曲的音樂錄影帶並非真人出演而是由動畫製作完成，製作人是西內俊郎和安藤洋美。
這首歌曲發表的時候，森且行尚且還在SMAP中。而在他退出之後，直至五人體制的SMAP解散時，歌曲的相關視頻都抹掉了他的存在。

#### 播出記錄
- 1995年12月－1996年1月★
- 1997年8月－9月▲
- 1998年12月－1999年1月★
- 2000年8月－9月▲
- 2002年4月－5月★
- 2005年4月－5月▲
- 2006年6月－7月▲
- 2008年6月 －7月★
- 2011年6月－7月▲
- 2013年4月－5月★[b]
- 2016年6月4日 / 7月2日 / 7月30日（觀眾點播）★[1]
- 2017年2月－3月（敬請期待時段）★[c]
- 2021年4月★

（註：★電視播出；▲電台播出。）

### 正式發行
當1992年7月要發行正式單曲CD的時候，歌曲的概念被更改為關於組合羈絆及朋友的重要性；因此部分歌詞也進行了修改，結束部分的歌詞“媽媽是”修改為“我的”。
歌曲發行後，由於它經常在高收視率的活動或節目里程碑等令人難忘的場景裡被演唱，因而即便這是一首B面歌，但還是成為了一首熱門流行歌曲。在2013年6月8日於朝日電視台播出的《SmaSTATION!!》裡，獲選成為該節目的企劃“國民票選SMAP人氣單曲TOP25”的亞軍（冠軍是《Orange》）。
- 1996年5月27日，宣佈推出組合的成員森且行通過富士電視台的《SMAP×SMAP》最後一次以偶像身份出現在電視上。在這場最後的直播中，森且行將這首歌選為表演組曲的結尾曲。這也是SMAP六人最後一次同台演唱。[3]
- 2002年1月14日，因醜聞宣佈演藝活動自肅的稻垣吾郎於《SMAP×SMAP》中正式回歸，SMAP五人共同演唱了這首歌曲。該期節目平均收視率34.2%（Video Research / 關東地區），是本節目史上收視第一。[4]
- 2013年4月8日，在《SMAP×SMAP》中播出的特別企劃環節“SMAP首次五人遊”中，當成員們在卡拉OK裡演唱這首歌時，中居正廣感動落淚，隨後草彅剛也哭了。該期節目拿下了20.0%（關東地區）的收視率。[5]
- 2014年7月26日、27日播出的“武器即電視。SMAP×FNS 27小時電視（英语：FNS27時間テレビ (2014年)）”中的壓軸環節“狂暴超華麗27首歌曲 45分3秒！SMAP不間斷Live！！！”中，這首歌曲作為倒數第二首被演唱。整個環節的結尾收視率達到20.5%（關東地區）。[6]
- 2016年12月26日播出的《SMAP×SMAP》完結集時，回顧了本節目從第一集以來的全部經典片段。其中在上文提及的“森且行最後的舞台”、“稻垣吾郎回歸舞台”、“SMAP首次五人遊”和“FNS27小時電視 45分鐘不間斷現場演唱會”都在本期節目裡再度播出，因此這首歌曲在節目裡四度播送。[7]

原版並未被任何專輯收錄，而在2001年8月8日發行的SMAP精選專輯《pamS》中則是收錄了由河野伸重新編曲並由知野芳彦擔任合唱製作的重新錄音版的。原版直到SMAP出道25週年所發行的精選輯《SMAP 25 YEARS》中才被收錄。這張於2016年12月21日發行的精選輯中的所有歌曲均由SMAP的歌迷投票決定，在隨後公開的歌迷票選排名中，位列季軍。

## 相關唱片
- 不要放棄Baby!～Never give up：《BEST FRIEND》是該單曲的B面歌。
- pamS（日语：pamS）
- SMAP 25 YEARS

### 腳註
1. ↑  參見富士電視台《鬧鐘電視》2002年1月15日播出的“”內容。
2. ↑  在《SMAP×SMAP》“SMAP五人初次遊”特別企劃環節播出後開始放送。
3. ↑  SMAP解散後首次放送。

### 出典
1. ↑  . NHK.   [2021-10-16]. （原始内容存档于2017-08-26） （日语）.
2. ↑  SmaSTATION!!（日语：SmaSTATION!!）. . 朝日電視台. 2013-06-08  [2021-10-15]. （原始内容存档于2021-10-29） （日语）.
3. ↑  柚月裕実. . AllAbout News. 2014-06-17  [2021-10-15]. （原始内容存档于2021-10-27） （日语）.
4. ↑  . Video Research.   [2021-10-15]. （原始内容存档于2017-06-07） （日语）.
5. ↑  市川遥. . Cinema Today. 2013-04-09  [2021-10-15]. （原始内容存档于2021-10-30） （日语）.
6. ↑  . 富士電視台. 2014-07-29  [2021-10-15]. （原始内容存档于2016-03-05） （日语）.
7. ↑  . Yahoo!新聞. 每日體育. 2016-12-26  [2021-10-15]. （原始内容存档于2016-12-28） （日语）.

## 外部連接
- 《不要放棄Baby!～Never give up （页面存档备份，存于）》單曲在JVC建伍勝利娛樂官方網站上的介紹（日語）
- 《BEST FRIEND （页面存档备份，存于）》在NHK電視節目《大家的歌》官方頁面上的介紹（日語）
- 《BEST FRIEND （页面存档备份，存于）》PV在NHK點播平台上（日語）